# A fedélköz

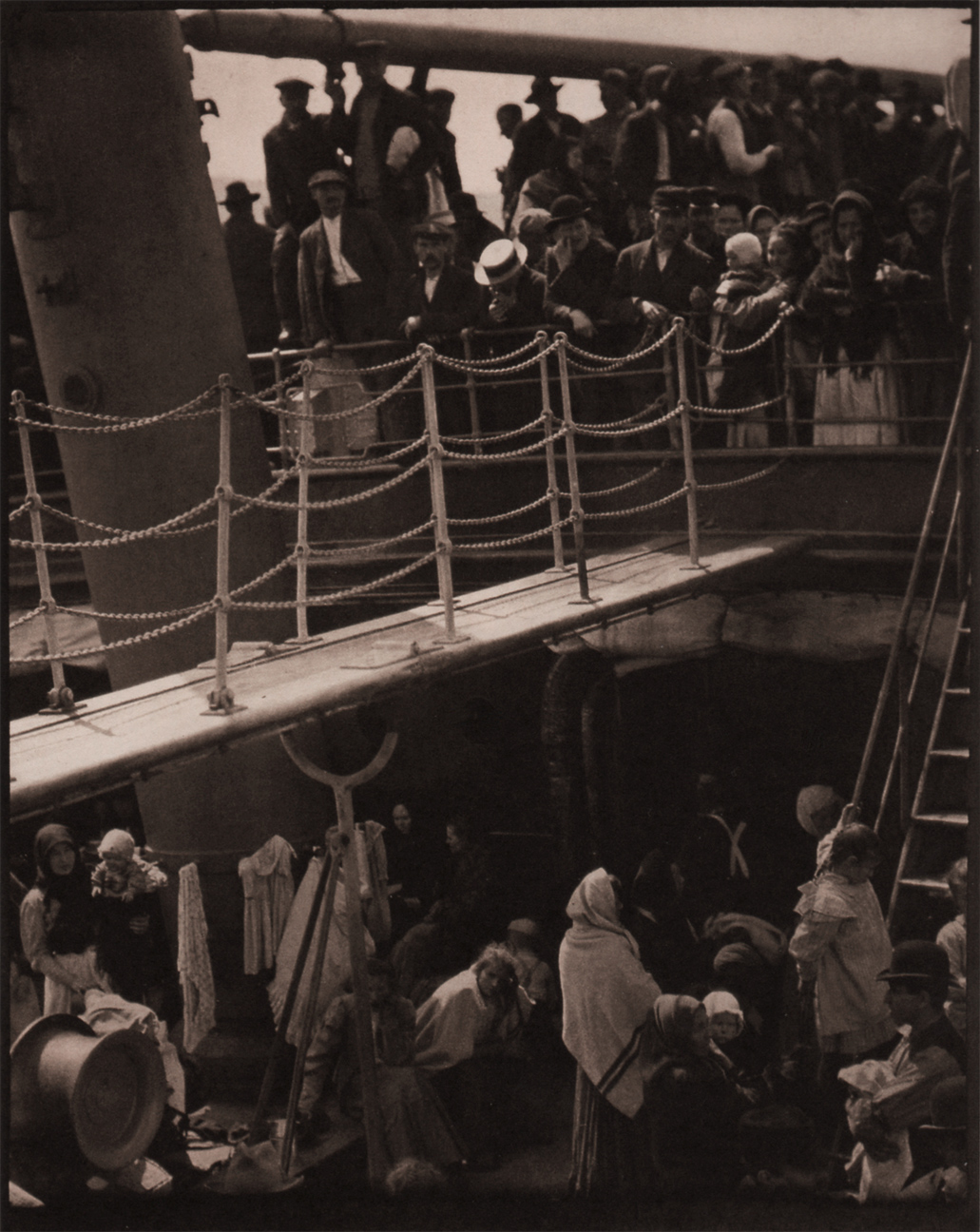
A fedélköz 1915-ben, a 291 folyóiratban publikált változata (Alfred Stieglitz, 1907)

A fedélköz (The Steerage) Alfred Stieglitz amerikai fotóművész legismertebb fotográfiája, melyet 1907 júniusában a II. Vilmos császár óceánjárón készített. A felvétel a modernizmus előfutára volt,  mely készítője számára is nagy jelentőséggel bírt: „Ha valamennyi fényképem elveszne, és egyedül csak »A fedélköz« őrizné meg az emlékemet, elégedett lennék.”

## Története
Stieglitz 1907-ben feleségével, és lányával New Yorkban hajóra szállt, hogy Le Havre-ba utazzanak. A család az első osztályon utazott, de egy idő után unalmasnak találta a környezetet: „A harmadik napon már nem bírtam tovább, menekülnöm kellett ebből a társaságból.” Ezért nem egyszer sétálgatott a másod- és harmadosztály forgatagában. Egyik alkalommal az utasokat elválasztó fedélközhöz érve az elé táruló látvány magával ragadta. „Egy darabig úgy álltam ott, mint akinek földbe gyökerezett a lába, csak néztem és néztem. Vajon le tudnám fényképezni, amit érzek...?” – emlékezett vissza. Kabinjába sietett az útra magával hozott 4 x 5 hüvelykes Graflex kamerájáért, hogy megörökíthesse a látványt. „Szinte elállt a lélegzetem, féltem, hogy a szalmakalapos férfi esetleg elmozdulhatott, esetleg elhagyta a helyét, s akkor nincs meg már az a kép, amely a szemem előtt lebegett. [...] Csak egy kazettám volt, egyetlen megvilágítatlan lemezzel. Vajon sikerül-e majd rögzítenem, amit érzek? Végül lenyomtam a kioldót.” Beaumont Newhall fotótörténész véleménye szerint a kép feltehetően az angliai Plymouth kikötőjében való tartózkodás idején készülhetett, legalábbis erre utalnak az árnyékok, valamint az, hogy a felvételen a szél jelenléte sem érzékelhető.

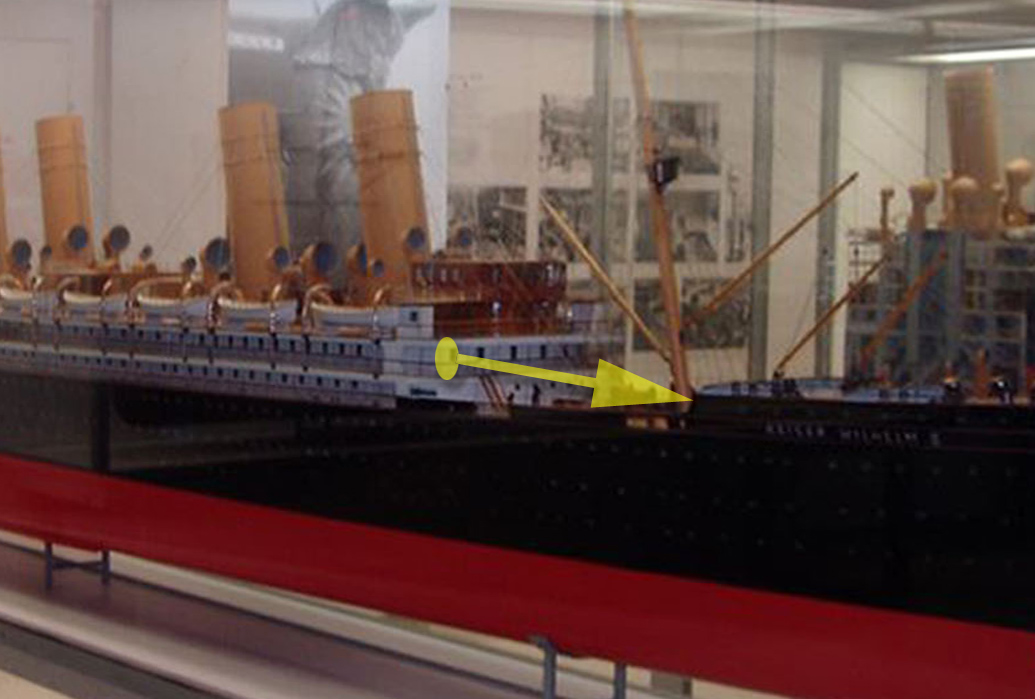
A kép készítésének valószínűsített helye a II. Vilmos császár óceánjáró modelljén

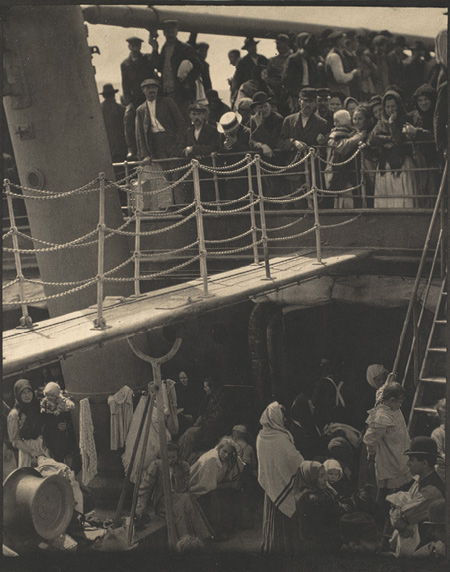
A Camera Work 36. számában publikált változat

Az elkészült felvételt Stieglitz egy héttel később Párizsban hívatta elő. Bár több lehetősége lett volna a kép publikálására, azt mégsem tette meg egészen 1911-ig. Ennek oka talán az lehetett, hogy nem tekintette olyan jelentősnek a felvételt. Életrajzírója, Richard Whelan úgy véli, hogy „ha valóban tudta volna, hogy remekművet készített, akkor talán nem lett volna olyan letört hangulatban azon a nyáron az európai vakációja alatt”. Egy másik feltételezés szerint a kép publikálására azért nem került sor, mert Stieglitz európai útja során hallott először az Autochrome Lumière eljárásról, melynek segítségével színes fényképek készítése vált lehetővé. A következő években ezen új eljárás tanulmányozása és kipróbálás elvonhatta figyelmét korábban készült fekete-fehér felvételeiről. Stieglitz, tőle rendhagyó módon a képről és készítésének körülményeiről 1942-ben a Twice a Year folyóiratban közölt elemzést, ahol visszaemlékezve már csodálattal írt a felvételről: „A szívem dobogott. Addig sosem hallottam a saját szívverésemet. Megcsináltam hát a képemet? Ha igen, tudtam jól, új mérföldkőhöz érkeztem a fotográfia terén”.
A Fedélközt Stieglitz első alkalommal 1911 októberében a Camera Work folyóirat 36. számában fotómetszet formájában jelentette meg. Két évvel később, 1913-ban a 291 Galériában Stieglitz munkáit bemutató kiállításon is bemutatták. A 291 folyóirat 1915-ben a teljes 7–8-as lapszámát a felvételnek szentelte, melyről Marius de Zayas és Paul Haviland írt recenziót.
A képet sokan sokféleképpen értelmezték, de többnyire Stieglitz szándékától eltérő következtetésre jutottak. Akárcsak munkatársa Joseph T. Keily, aki a felvételt látva így reagált: „De hát, Stieglitz, te két képet csináltál, egy felsőt és egy alsót.” Stieglitz tudta, hogy barátja a felvételt „nem jól látja.” Sokan úgy tekintettek rá, mint egy kordokumentumra, amely az Amerika felé hajózó bevándorlókat ábrázolja, de valójában ennek fordítottja látható. Minden bizonnyal az utasok között akadtak bevándorlók is, akik kénytelenek voltak Amerikából visszafordulni, mert megtagadták belépésüket az országba, de többségük több év munka után tart hazafelé Európába. Stieglitzet a téma kiválasztása és a kép megkomponálása során kizárólag a formák kompozíciója mintsem a társadalmi ellentéteket megragadása és ábrázolása vezérelte, erre utal, hogy cikkében A fedélközről szinte kizárólag technikai és esztétikai aspektusból írt.

## Változatok
A fedélköznek öt változata ismert, melyeknek számos másolata létezik.
- 19,50 × 15,1 cm-es fotómetszet, mely a Camera Work 36. számában jelent meg
- 19,7 × 15,8 cm-es fotómetszet a Camera Workben publikált változat nyomán
- 33,2 × 26,4 cm-es fotómetszet, mely több Stieglitz munkáját bemutató kiállításon is szerepelt
- 33,3 × 26,6 cm-es fotómetszet japán papíron a 291 folyóirat 1915 szeptember–októberi számában jelent meg
- 11,3 × 9,2 cm-es zselatinos ezüstnyomat, melyet az 1920-as és az 1930-as évek fordulója körül Stieglitz készített

## Fordítás
Ez a szócikk részben vagy egészben  a   The_Steerage című angol Wikipédia-szócikk ezen változatának fordításán alapul.  Az eredeti cikk szerkesztőit annak laptörténete sorolja fel. Ez a jelzés csupán a megfogalmazás eredetét és a szerzői jogokat jelzi, nem szolgál a cikkben szereplő információk forrásmegjelöléseként.